# Nauki formalne
Nauki formalne, także: nauki aprioryczne, nauki dedukcyjne – w klasyfikacji nauk grupa nauk wyróżniona ze względu na kryterium przedmiotowe. Przeciwstawiająca się naukom empirycznym (nazywanym też realnymi).
Przedmiotem badań nauk formalnych są pojęcia i ich związki (w tym liczby, zbiory i obiekty geometryczne), zawsze definiowane a priori – konstrukcje abstrakcyjne, świat bytów idealnych. Zaliczają się do nich matematyka, logika, cybernetyka, teoria decyzji, teoria optymalizacji, fizyka matematyczna, teoria obwodów, prakseologia i in. Przedmiotem badań nauk empirycznych są natomiast przedmioty fizyczne, biologiczne i społeczne.